# Psilocerea toulgoeti
Psilocerea toulgoeti är en fjärilsart som beskrevs av Claude Herbulot 1959. Psilocerea toulgoeti ingår i släktet Psilocerea och familjen mätare. Inga underarter finns listade.